# Марксистка социология
Марксическа социология  се отнася до трактовката на социологията от марксистка перспектива. Марксизмът сам по себе си може да бъде разпознат едновременно като политическа философия и социология, особено в степента, в която се опитва да остане научен, систематичен и обективен, а не изцяло нормативен и предписващ. Марксистката социология може да се дефинира като „форма на конфликтна теория, асоциирана ... с марксистката цел за развиване на позитивистка (емпирична) наука за капиталистическото общество като част от мобилизацията на революционна работническа класа“  Американската социологическа асоциация има секция, посветена изцяло на въпросите на марксистката социология, която се „интересува от изучаването на вникванията на марксистката методология и марксисткия анализ, които могат да спомогнат за обясняването на комплексната динамика на модерното общество“. Марксическата социология в този смисъл се стреми да улесни развиването на критическа теория и културни изследвания като сравнително близки дисциплини.